# Kathleen Doyle
Pour les articles homonymes, voir Doyle.
Kathleen Doyle, née le 11 juin 1998 à Chicago, Illinois, est une joueuse américaine de basket-ball évoluant au poste de meneuse de jeu.

## Biographie

### Carrière junior
Kathleen Doyle a grandi dans la banlieue de Chicago à La Grange Park, dans l’Illinois, elle a fréquenté la Benet Academy dans la banlieue de Lisle, où elle a mené les Redwings aux championnats d’État lors de ses deux dernières saisons en 2015 et 2016.
Durant sa cariière à la Benet Academy, elle inscrit 1 636 points, prend 516 rebonds et délivre 442 passes décisives. Durant cette période, elle remporte plusieurs distinctions individuelles comme le titre de Illinois Miss Basketball et MaxPreps All-American en 2016, Illinois Basketball Coaches Association and Champaign News Gazette All-State first team en 2015 et 2016, Associated Press and Chicago Tribune All-State first team en 2016...
En 2016, elle rejoint l'université de l'Iowa et joue pour les Hawkeyes de l'Iowa.
Au cours de sa carrière universitaire, elle a été membre de l’équipe de première année All-Big Ten en 2017, et sélectionnée à trois reprises All-Big Ten (deuxième équipe par les entraîneurs en 2018, première équipe par les entraîneurs et deuxième équipe par les médias en 2019 et première équipe par les deux en 2020), elle a été nommée Big Ten Player de l’année dans sa catégorie senior lors de la saison 2020.
En janvier 2024, la Benet Academy retire son numéro de maillot.

### Carrière professionnelle

#### En WNBA
Kathleen Doyle est sélectionné en 14e position lors de la draft WNBA 2020 par le Fever de l'Indiana.
Elle dispute son premier match le 2 août 2020 lors de la saison WNBA 2020 face au Dream d'Atlanta en jouant sept minutes pour juste une passe décisive. Elle établit son record de points le 13 septembre 2020 avec 8 points face aux Lynx du Minnesota. Au final, durant cette saison, elle dispute 18 matchs pour des moyennes par matchs de 1,5 point et 1,1 passe décisive en 8,6 minutes de jeu.
En mai 2021, elle est coupée par le Fever.
En février 2022, il signe avec le Sky de Chicago pour son camp d'entraînement. Elle est coupée par l'équipe de Chicago en mai 2022, avant le début de la saison WNBA 2022.

#### Hors WNBA
Durant la saison 2021-2022, elle joue dans le championnat turc avec l'équipe du Bursa BSB.
Durant la saison 2022-2023, elle joue toujours en Turquie avec l'équipe du Botaş Spor Kulübü.

### En équipe nationale
Kathleen Doyle a participé aux Jeux panaméricains de 2019 à Lima avec l'équipe des États-Unis féminine de basket-ball. Elle a disputé 5 matchs pour une moyenne de 6 points par match. Elle a remporté la médaille d'argent.

## Statistiques

### En universitaire
| Gras/Meilleures performances | [ 15 ] |

| Saison                    | Équipe                    | MJ  | M5  | Min  | %T   | %3   | %LF  | Rb  | PD  | Int | Ctr | BP  | F   | Pts  |
| ------------------------- | ------------------------- | --- | --- | ---- | ---- | ---- | ---- | --- | --- | --- | --- | --- | --- | ---- |
| 2016-2017                 | Hawkeyes de l'Iowa        | 34  | 29  | 28,7 | 39,1 | 23,4 | 70,1 | 2,6 | 4,4 | 2,1 | 0,4 | 2,4 | 2,8 | 9,2  |
| 2017-2018                 | Hawkeyes de l'Iowa        | 30  | 28  | 35,4 | 37,8 | 34,7 | 68,4 | 3,7 | 6,6 | 1,5 | 0,7 | 3,8 | 2,6 | 11,1 |
| 2018-2019                 | Hawkeyes de l'Iowa        | 29  | 27  | 33,8 | 39,6 | 30,5 | 74,4 | 3,0 | 5,9 | 2,3 | 0,4 | 2,6 | 2,7 | 12,0 |
| 2019-2020                 | Hawkeyes de l'Iowa        | 30  | 30  | 33,8 | 44,1 | 32,7 | 79,0 | 4,6 | 6,3 | 1,8 | 0,3 | 3,8 | 2,2 | 18,1 |
| Total : moyenne par match | Total : moyenne par match |     |     | 32,8 | 40,5 | 30,5 | 74,2 | 3,5 | 5,7 | 1,9 | 0,4 | 3,1 | 2,6 | 12,5 |
| Totaux                    | Totaux                    | 123 | 114 | 4034 | 535  | 128  | 339  | 428 | 706 | 238 | 52  | 385 | 318 | 1537 |

### En WNBA
| Gras/Meilleures performances | [ 16 ] |

| Saison                    | Équipe                    | MJ | M5 | Min | %T   | %3   | %LF  | Rb  | PD  | Int | Ctr | BP  | F   | Pts |
| ------------------------- | ------------------------- | -- | -- | --- | ---- | ---- | ---- | --- | --- | --- | --- | --- | --- | --- |
| 2020                      | Fever de l'Indiana        | 18 | 0  | 8,6 | 24,4 | 23,8 | 50,0 | 1,1 | 0,8 | 0,4 | 0   | 1,0 | 1,4 | 1,5 |
| Total : moyenne par match | Total : moyenne par match |    |    | 8,6 | 24,4 | 23,8 | 50,0 | 1,1 | 0,8 | 0,4 | 0   | 1,0 | 1,4 | 1,5 |
| Totaux                    | Totaux                    | 18 | 0  | 155 | 10   | 5    | 2    | 15  | 19  | 7   | 0   | 18  | 26  | 27  |

## Palmarès et distinctions

### Palmarès
- Médaille d'argent aux Jeux panaméricains de 2019 avec l'équipe des États-Unis féminine de basket-ball

### Distinctions personnelles
- all-conference selection (2014, 2015, 2016)
- AP All-State second team (2015)
- Daily Herald (DuPage) and Naperville Sun Player of the Year (2015, 2016)
- Illinois Basketball Coaches Association and Champaign News Gazette All-State first team (2015, 2016)
- Illinois Miss Basketball (2016)
- MaxPreps All-American (2016)
- Associated Press and Chicago Tribune All-State first team (2016)
- East Suburban Catholic Conference Player of the Year (2016)
- Champaign News-Gazette Player of the Year (2016)
- Big Ten Conference All-Freshman Team (2017)
- All-Big Ten first team (coaches) and second team (media) (2019)